# Parafia św. Urszuli z Towarzyszkami w Gosprzydowej
Parafia św. Urszuli z Towarzyszkami w Gosprzydowej – parafia rzymskokatolicka, znajdująca się w diecezji tarnowskiej, w dekanacie Brzesko.
Od 2017 proboszczem jest ks. mgr Tadeusz Cetera.

## Historia parafii
Pierwszą wzmiankę o parafii w Gosprzydowej spotkać można w "Monumenta Poloniae Viticana" /Acta Camerae Apostolicae/ pod rokiem 1325. Jest tam wspomniane, że pleban z Gosprzydowej, niejaki Stefan, płacił papieżowi "świętopietrze" w wysokości 2 scal (grosze) i 20 denarów. Na jak długo przed tą datą parafia mogła istnieć, nie można tego stwierdzić. Można jedynie przypuszczać, że było to dość dawno, skoro tekst z roku 1325 przedstawia parafię płacącą regularnie papieżowi należną daninę.
Kronika parafialna podaje, że do założenia parafii przyczynił się miejscowy dziedzic Wielogłowski, który był sukcesorem na majątku ziemskim po niejakim Gotfrydzie. Dzięki ich fundacji istnieje dziś stara chrzcielnica z wyrzeźbionym herbem Wielogłowskich. Za sprawą tej rodziny, która złożyła 20 000 złotych jako kwotę, mającą stanowić uposażenie beneficjalne dla tutejszych duszpasterzy, parafia mogła istnieć jako jednostka odrębna, mimo małej ilości mieszkańców.
Około 1530 roku właściciel tutejszych posiadłości ks. Jakub Wielogłowski, dziekan wrocimowicki, zapisał duży obszar ziemi zwany "Dzięciołówką" kościołowi gosprzydowskiemu, jako uposażenie beneficjalne. Darowizna okazała się później opatrznościową, bowiem cały kapitał, stanowiący majątek parafii przepadł później w czasie rozbiorów Polski. 
Kościół parafialny w Gosprzydowej musiał istnieć od chwili powstania parafii, więc na pewno od 1325 roku. W Schematyzmach Diecezji Tarnowskiej podawana jest ogólnie data 1444 roku jako rok erygowania kościoła parafialnego. Schematyzmy opierają się w tym względzie na bardzo ważnym i starym dokumencie Jana Długosza, który w "Liber Beneficiorum" zamieszcza na stronach 270–271 (tom II) pod rokiem 1440 wzmiankę, z której wynika, że w 1440 roku "Gosprzydowa chlubiła się drewnianym kościołem dedykowanym Najświętszej Maryi Pannie". Oczywiste jest, że przed rokiem 1440 kościół już istniał, bowiem trudno przypuszczać, że skoro w 1325 roku parafia miała już swojego proboszcza, to przez niemal 75 lat kościół nie był erygowany. Należy więc domniemywać, że pomiędzy 1325 a 1350 rokiem kościół musiał mieć akt erekcyjny.
W 1697 roku ukończono budowę nowego kościoła parafialnego w Gosprzydowej. Zbudowany został z drzewa modrzewiowego, a za patronkę ma św. Urszulę z towarzyszkami.

## Proboszczowie parafii
Źródło: Poniższa lista jest niepełna. Nie istnieją bowiem dokumenty kronikarskie z lat 1440-1677.
| Proboszcz                                              | Lata urzędowania |
| ------------------------------------------------------ | ---------------- |
| Stefan                                                 | ok. 1325         |
| ks. Gaspary Kłoszowicz                                 | 1682-1684        |
| ks. Maciej Jantkiewicz                                 | 1684-1710        |
| ks. Grzegorz Jan Gordziński administrator "ad interim" | 1710-1717        |
| ks. Jan Zarzecki                                       | 1717-1732        |
| ks. Marcelin Musiałowicz                               | 1732             |
| ks. Józef Pękalski                                     | 1732             |
| ks. Dionizy Pichciński                                 | 1732-1755        |
| ks. Franciszek Kosakowski                              | 1755             |
| ks. Tomasz Sopowicz                                    | 1755             |
| ks. Tomasz Rogiertt                                    | 1755-1789        |
| ks. Apolinary Józef Planskier                          | 1792-1817        |
| ks. Józef Zychoń                                       | 1818-1828        |
| ks. Wawrzyniec Skowroński                              | 1833-1856        |
| ks. Jakub Biela                                        | 1856-1870        |
| ks. Stanisław Chodacki                                 | 1870-1876        |
| ks. Piotr Ciszek                                       | 1876-1916        |
| ks. Michał Paczyński                                   | 1916-1930        |
| ks. Józef Mroczek                                      | 1930-1947        |
| ks. Michał Gniewek                                     | 1947             |
| ks. Adam Chmiel                                        | 1947-1949        |
| ks. Stanisław Kłusek                                   | 1949-1971        |
| ks. Edward Szczurek                                    | 1971-2000        |
| ks. Tadeusz Świderski                                  | 2000-2008        |
| ks. Krzysztof Klimczak                                 | 2008-2015        |
| ks. Janusz Skrzypek                                    | 2015-2017        |
| ks. Tadeusz Cetera                                     | od 2017          |